# Fanny Ruwet
Pour les articles homonymes, voir Ruwet.
Fanny Ruwet (prononcer [fani ʁywɛ]), née en 1994, est une chroniqueuse, podcasteuse et humoriste belge.
Après des études de communication, elle débute à la radio et comme podcasteuse. Elle tient une chronique humoristique dans l'émission La Bande originale présentée par Nagui entre 2019 et 2024. Elle se produit également sur scène comme humoriste à l'international, notamment avec son spectacle Bon Anniversaire Jean.

## Biographie

### Jeunesse et formation
Fanny Ruwet naît en 1994 dans la campagne de Huy. Elle étudie les relations publiques à l'IHECS et à l'Université libre de Bruxelles.

### Carrière

#### Radio et podcasts
Encore étudiante, elle lance en 2014 un webzine musical, La Vague Parallèle, et commence sa carrière à la radio en tant que chroniqueuse sur Pure, en tant qu'animatrice de l'émission Mes années 2000 en 2015, puis de l'émission Radar en 2016. Elle anime également pendant plusieurs saisons la matinale « Lazy Factory » du dimanche matin sur Pure. En 2017, elle travaille comme attachée de presse pour des groupes de musique et des humoristes. Parallèlement, elle crée en septembre le studio de podcast J'aime Bien Quand Tu Parles,, le premier réseau de podcast belge en français, avec lequel elle produit notamment ses propres podcasts Cuistax et Les gens qui doutent,,,. Elle est également réalisatrice du podcast Bisexualités, produit par la RTBF et publié en octobre 2019.
À partir de novembre 2019, elle assure une chronique humoristique hebdomadaire dans l'émission La Bande originale présentée par Nagui, sur France Inter, intitulée La drôle d'humeur de Fanny Ruwet,,. Elle quitte l'émission en décembre 2024.

#### Humoriste
Fanny Ruwet réalise des vidéos humoristiques dans les festivals pour Proximus,. En septembre 2018, elle commence à faire du stand-up sur les planches du Kings of Comedy Club à Bruxelles et dans la foulée, remporte le concours Next Prince of Comedy,. Quelques mois plus tard, un extrait de son spectacle fait plus d'un million de vues en 3 semaines sur Facebook.
Elle met sur pied le spectacle Bon anniversaire Jean en octobre 2019, et tourne en Belgique,,, en France,,,, et se produit à Montreux,. Elle assure les premières parties de Kyan Khojandi, Alex Vizorek et Guillermo Guiz.

## Œuvre

### Roman
- 2023 : Bien sûr que les poissons ont froid, L'Iconoclaste, 267 p.  (ISBN 978-2-37880-349-0)

### Spectacles
- 2019 : Bon Anniversaire Jean
- 2024 : On disait qu'on faisait la fête